# Chris Columbus (Filmproduzent)

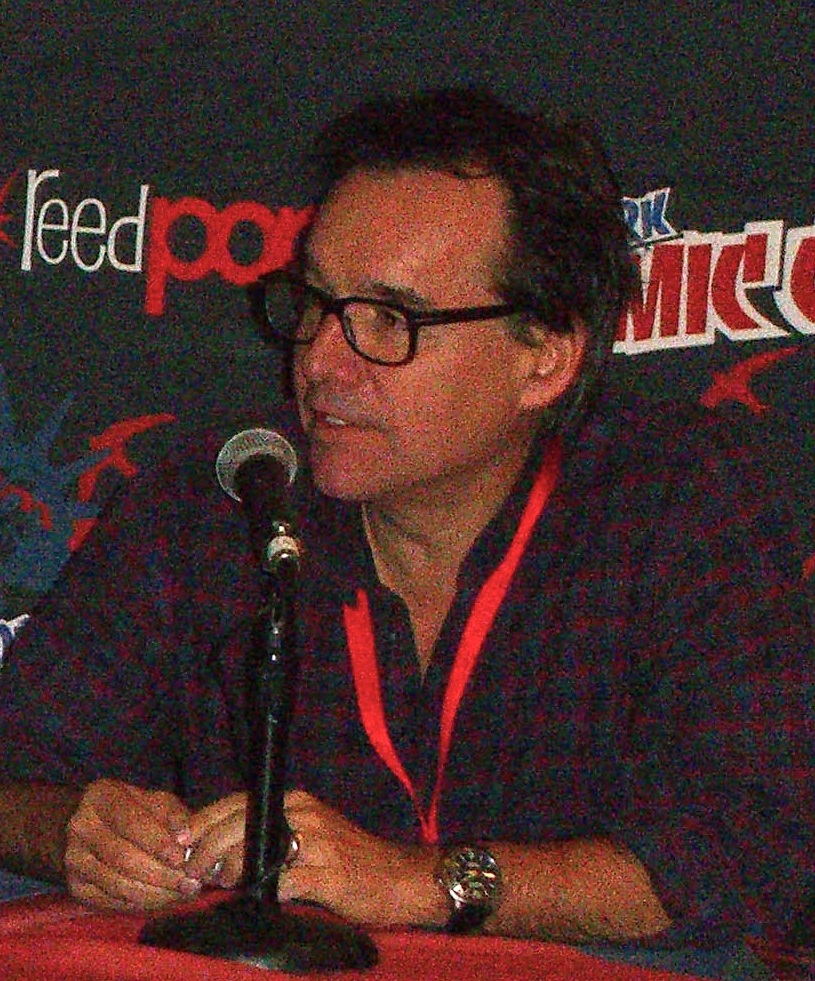
Chris Columbus

Chris Joseph Columbus (* 10. September 1958 in Spangler, Cambria County, Pennsylvania) ist ein US-amerikanischer Filmproduzent, Filmregisseur, Drehbuchautor und Schriftsteller.

## Leben
Im Alter von 15 Jahren wurde Columbus durch den Film Der Pate zum Filmemachen inspiriert. Er besuchte die New Yorker Filmschule, in der sein erstes Drehbuch entstand. Nach dem Schulabschluss gelang Columbus der Durchbruch mit seinem vierten Drehbuch, Gremlins – Kleine Monster, das von Joe Dante verfilmt wurde, mit Kinostart im Juni 1984. Er zog nach Los Angeles und schrieb weitere Drehbücher für Steven Spielberg (Die Goonies). Seine Regiekarriere begann Columbus mit dem Film Die Nacht der Abenteuer. Inzwischen ist er einer der gefragtesten Hollywood-Regisseure und -produzenten und durch Filme wie Kevin – Allein zu Haus, Mrs. Doubtfire – Das stachelige Kindermädchen und die Verfilmungen der ersten beiden Harry-Potter-Romane auch einem breiten Publikum bekannt. Im Juli 2015 erklärte Columbus, dass er gerne eine Fortsetzung der Abenteuer um Harry, Ron und Hermine drehen würde, die nach der Zeit ihres Schulabschlusses in Hogwarts handeln solle.
1995 gründete Columbus die Filmproduktionsfirma 1492 Pictures.

## Filmografie (Auswahl)
Nur Regie
- 1987: Die Nacht der Abenteuer (Adventures in Babysitting)
- 1988: Heartbreak Hotel
- 1990: Kevin – Allein zu Haus (Home Alone)
- 1991: Mama, ich und wir zwei (Only the Lonely)
- 1992: Kevin – Allein in New York (Home Alone 2: Lost in New York)
- 1993: Mrs. Doubtfire – Das stachelige Kindermädchen (Mrs. Doubtfire)
- 2009: I Love You, Beth Cooper

Regie und Produktion
- 1995: Nine Months
- 1998: Seite an Seite (Stepmom)
- 1999: Der 200 Jahre Mann (Bicentennial Man)
- 2001: Harry Potter und der Stein der Weisen (Harry Potter and the Philosopher’s Stone)
- 2002: Harry Potter und die Kammer des Schreckens (Harry Potter and the Chamber of Secrets)
- 2005: 3-D Rocks
- 2005: Rent
- 2010: Percy Jackson – Diebe im Olymp (Percy Jackson & the Olympians: The Lightning Thief)
- 2015: Pixels
- 2020: The Christmas Chronicles: Teil zwei (The Christmas Chronicles: Part Two)
- 2025: The Thursday Murder Club

Nur Produzent
- 2004: Harry Potter und der Gefangene von Askaban (Harry Potter and the Prisoner of Azkaban)
- 2004: Verrückte Weihnachten (Christmas with the Kranks)
- 2006: Nachts im Museum (Night at the museum)
- 2009: Nachts im Museum 2 (Night at the Museum: Battle of the Smithsonian)
- 2011: The Help
- 2013: Percy Jackson – Im Bann des Zyklopen (Percy Jackson: Sea of Monsters)
- 2014: Nachts im Museum: Das geheimnisvolle Grabmal (Night at the Museum: Secret of the Tomb)
- 2017: Patti Cake$
- 2018: The Christmas Chronicles
- 2023: Chupa
- 2024: Nosferatu – Der Untote (Nosferatu)

Ausführender Produzent
- 2001: Monkeybone
- 2005: Fantastic Four
- 2007: Fantastic Four: Rise of the Silver Surfer

Drehbuch
- 1984: Jung und rücksichtslos (Reckless) – Regie: James Foley
- 1984: Gremlins – Kleine Monster (Gremlins) – Regie: Joe Dante
- 1985: Die Goonies (The Goonies) – Regie: Richard Donner
- 1985: Das Geheimnis des verborgenen Tempels (Young Sherlock Holmes) – Regie: Barry Levinson
- 1988: Heartbreak Hotel (auch Regie)
- 1989: Little Nemo: Abenteuer im Schlummerland (Little Nemo: Adventures in Slumberland) – Regie: Masami Hata und William T. Hurtz
- 1990: Gremlins 2 – Die Rückkehr der kleinen Monster (Gremlins 2: The New Batch) – Regie: Joe Dante
- 1991: Mama, ich und wir zwei (Only the Lonely, auch Regie)
- 2004: Verrückte Weihnachten (Christmas with the Kranks) – Regie: Joe Roth
- 2020: The Christmas Chronicles: Teil zwei (The Christmas Chronicles: Part Two)

Mitwirkung an Dokumentarfilmen
- 2022: Harry Potter 20th Anniversary: Return to Hogwarts (Fernsehspecial)

## Bibliografie
- House of Secrets, 2013 (dt.: House of Secrets – Der Fluch des Denver Kristoff, 2013)